# MTU-90
MTU-90 est un char poseur de pont russe sur véhicule porteur T-90A.

## Histoire
Il a été développé pour remplacer le pontonnier MTU-55 qui était basé sur un châssis de T-55.
Officiellement, il a été approuvé pour adoption par l'armée russe en 1997. Cependant, il n'a reçu aucune commande de production. Il semble que l'armée russe n'ait jamais été désireuse d'investir dans des poseurs de ponts blindés. Le MTU-90 a également été proposé pour les clients à l'exportation, mais sans succès. Il n'y avait pas non plus de ventes à l'exportation.
Le MTU-90M a été adopté par l'armée russe en 2013. L'Azerbaïdjan a commandé un nombre non divulgué de ces poseurs de ponts. Les livraisons étaient prévues en 2014.

## Description
Il peut déployer un pont d'environ 23 m avec une charge maximale de 50 tonnes. Le pont est découpé en 3 parties qui se déploient successivement, il peut être installé en 2-3 minutes. Son châssis de T-90 offre une très bonne protection à l'équipage car ce genre de missions est souvent assez périlleuse car le véhicule peut très rapidement devenir une cible prioritaire pour l'ennemi. 

### MTU-90M
MTU-90M est une version améliorée récente. Il a un pont plus court et peut enjamber un espace de 19 m et basé sur un châssis de T-90S. Malgré sa longueur plus courte, le pont peut supporter des charges allant jusqu'à 60 t, contre 50 t pour le modèle d'origine. 

## Galerie d'images

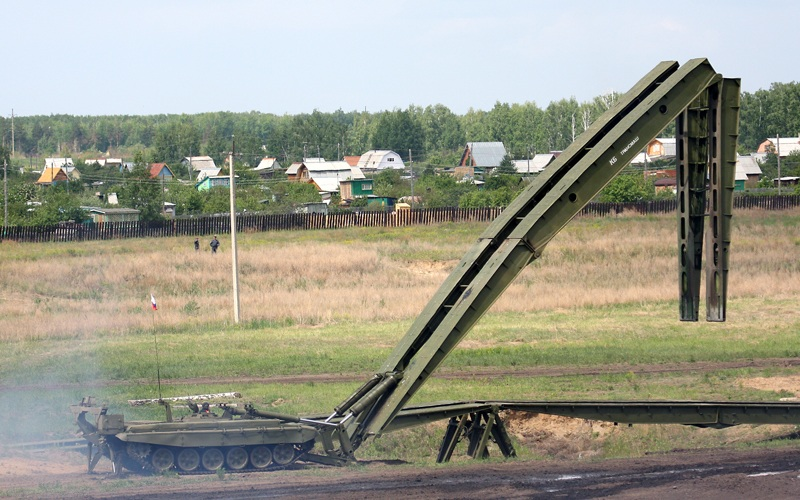
MTU-90
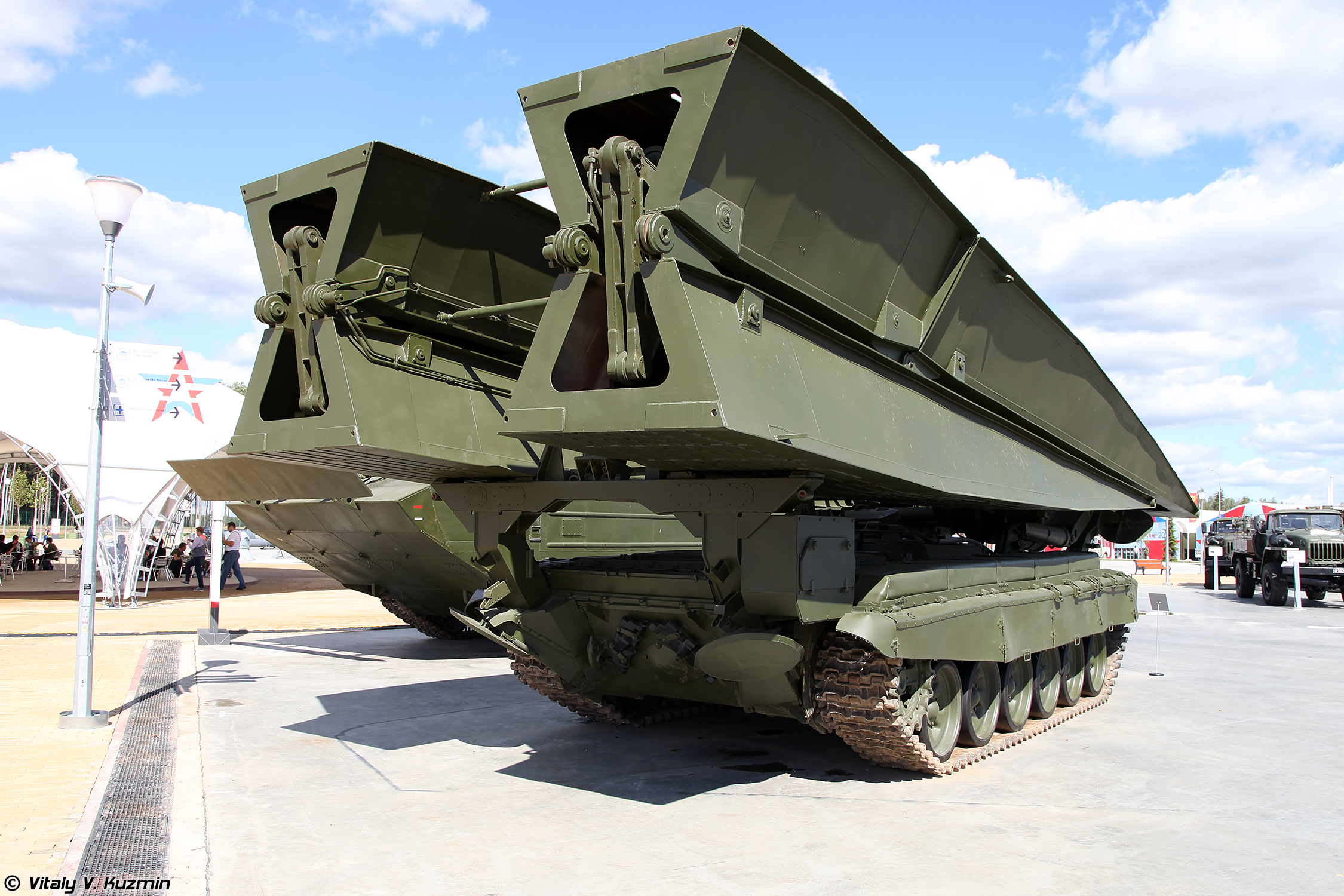
MTU-90M